# Alcamo Marina
Alcamo Marina is een badplaats in het noordwesten van Sicilië. Het plaatsje is een frazione van de Italiaanse gemeente Alcamo.
Het ligt 6 km van Alcamo, ongeveer 5 km van het centrum van Castellammare del Golfo en 13 km van het dorpje Scopello. Het wordt voornamelijk bevolkt in de zomer, en wordt gekenmerkt door een gouden zandstrand van ongeveer 10 km lang. Er zijn veel vakantiehuizen, zowel bij zee als op de heuvels. Daarnaast is er een hotel en enkele bed and breakfasts.